# Flaga Swarzędza
Flaga Swarzędza – jeden z symboli miasta Swarzędz oraz gminy Swarzędz w postaci flagi, ustanowiony uchwałą rady miejskiej nr XIII/119/2015 z 25 sierpnia 2015.

## Wygląd i symbolika
Prostokątny płat tkaniny składający się z trzech trójkątów w barwach: biały, czerwony i żółty. Czerwony trójkąt równoramienny ma za podstawę przydrzewcowy skraj flagi, a jego wierzchołek znajduje się w środku skraju swobodnego. Powstały z takiego podziału płata trójkąt górny ma barwę białą, a dolny żółtą. Flaga ma umieszczony na trójkącie czerwonym herb gminy.